# Bobergsgymnasiet
Bobergsgymnasiet är en kommunal gymnasieskola i Ånge, Medelpad. Skolan som har kring 200 elever har både yrkesprogram och högskoleförberedande, dessutom en speciell idrottsinriktningi idrottsgymnasiet. Skolans framtida programutbud ses under 2014 över 